# Original Sound Quality
Original Sound Quality (OSQ) ist ein 2002 von Steinberg mit der Audiobearbeitungssoftware WaveLab 4 eingeführtes Dateiformat für verlustfreie Audiodatenkompression.
Das Format ermöglicht bei gutem Ausgangsmaterial Kompressionsraten bis zu 50 %. Damit ist es nicht mit Kompressionsverfahren wie MP3 vergleichbar die durch verlustbehaftete Kompression Raten bis zu 90 % erreichen. OSQ dient eher der Archivierung von Audiomaterial als dem täglichen Einsatz.
Bei der Verwendung ist allerdings zu bedenken, dass es sich um ein von Steinberg entwickeltes proprietäres Format handelt, das nicht allgemein unterstützt wird. Eine Alternative ist der freie Codec FLAC.

## Referenzen
- Music Software Glossary OSQ
- Golem 18. Januar 2002: Steinberg bringt Wave-Editor WaveLab 4.0
- Emusic 1. November 2002: Wavelab 4.0